# Ursula Isler
Ursula Lislott Isler, geborene Hungerbühler (* 6. März 1923 in Zürich; † 12. März 2007 in Küsnacht) war eine  Zürcher Schriftstellerin.

## Leben
Ursula Isler wurde als zweites von drei Kindern des Ehepaares Emma und Otto Hungerbühler-Jucker geboren. Die Mutter war Industriellentochter aus dem Tösstal, der Vater Jurist mit eigener Anwaltspraxis und Zürcher Regierungsrat. Die Familie zog 1931 von Zürich nach Küsnacht am Zürichsee und lebte nun über drei Generationen in einem historischen Haus («Grebelhäuser» am Hornweg). Ursula begegnete dort dem alten Meinrad Lienert, Schweizer Heimatdichter, welcher sie zum Schreiben inspirierte. Ihr älterer Bruder starb noch im Kindesalter, ihr Vater verstarb, als sie dreizehn Jahre alt war. Sie und ihre jüngere Schwester Rosemarie besuchten das Gymnasium Hohe Promenade und studierten beide in Zürich.
Ursula Isler studierte Kunstgeschichte und Journalistik an der Universität Zürich. 1947, noch während des Studiums, heiratete sie Werner Isler, den Arzt und späteren Universitätsprofessor und Neuropädiater am Kinderspital Zürich. 1948 doktorierte sie bei Gotthard Jedlicka mit einer Arbeit über den bäuerlichen Rokokomaler Stöffi Kuhn von Rieden. Zwischen 1949 und 1954 bekam sie drei Kinder (Dorothee, Tobias, Salome).
Sie begann ihre journalistische Arbeit beim Zürcher Student und an verschiedenen Tageszeitungen, wurde Feuilleton-Mitarbeiterin beim St. Galler Tagblatt und arbeitete bis 1995 als Kunstkritikerin an der Neuen Zürcher Zeitung.
Für ihr literarisches Schaffen wurde sie verschiedentlich ausgezeichnet. Sie erhielt die Ehrengabe der Schweizerischen Schillerstiftung (1961), den Anerkennungspreis der Stadt Zürich (1967 / 1975 / 1989 / 1992) und  Ehrengaben des Kantons Zürich (1980 / 1985). 1992 wurde sie von ihrer Heimatgemeinde Küsnacht mit dem Kulturpreis ausgezeichnet.

## Werk
- Die Malerfamilie Kuhn von Rieden. Dissertation. (Mitteilungen der Antiquarischen Gesellschaft in Zürich, Kantonale Gesellschaft für Geschichte und Altertumskunde im Schweizerischen Landesmuseum.) Band 36, Heft 2; Zürich 1951.
- Die Maler von Schloss Laufen. Rascher Verlag, Zürich 1953.
- Johann Rudolf Rahn, Begründer der schweizerischen Kunstgeschichte. (Mitteilungen der antiquarischen Gesellschaft in Zürich, Band 39); Schulthess Verlag, Zürich 1956.
- Zürcher Seidenfibel. Zürich 1957. Eine Studie über die Seidenindustrie-Gesellschaft. Mit Illustrationen von Margarete Lipps.
- Das Memorial. Th. Gut, Stäfa 1959 / 1994.
- In diesem Haus. Th. Gut, Stäfa 1960 / 2003. (Dieses Buch erhielt einen Preis der Schweizerischen Schillerstiftung.)
- Porträt eines Zeitgenossen. Th. Gut, Stäfa 1962.
- Die Schlange im Gras. Th. Gut, Stäfa 1965.
- Nadine, eine Reise. Artemis, Zürich / Stuttgart 1967. (Dieses Buch erhielt den Anerkennungspreis der Stadt Zürich.)
- Der Mann aus Ninive.  Rodana Verlag, Zürich 1971.
- Landschaft mit Regenbogen. Werner Classen, Zürich/Stuttgart 1975. (Dieses Buch erhielt den Anerkennungspreis der Stadt Zürich.)
- Pique-Dame und andere Gäste. Erzählungen. Werner Classen, Zürich/Stuttgart 1979. (Dieser Roman erhielt eine Ehrengabe  des Kantons Zürich.)
- Madame Schweizer (geb. Hess). Aus dem Leben einer schönen Zürcher Bankiersgattin im 18. Jahrhundert. Artemis, Zürich/München 1982.
- Nanny von Escher, das Fräulein. NZZ-Verlag, Zürich 1983.
- Frauen aus Zürich. Sechs Frauenporträts. NZZ-Verlag, Zürich 1991. (Dieses Buch wurde zum einzigen Bestseller der Autorin.)
- Die Ruinen von Zürich. pendo-Verlag, Zürich 1985. (Dieser Roman erhielt eine Ehrengabe  des Kantons Zürich.)
- Ein Bild für Enderlin. Erzählungen. pendo-Verlag, Zürich 1989. (Dieses Buch erhielt den Anerkennungspreis der Stadt Zürich.)
- Der Künstler und sein Fälscher. pendo-Verlag, Zürich 1992. (Dieses Buch erhielt den Anerkennungspreis der Stadt Zürich.)
- Ein Fest für Orwell. Roman aus England. pendo-Verlag, Zürich 1997.
- Der Nachbar. Roman eines Deliktes. Th. Gut, Stäfa 2000.